# Greatest Hits Video Collection
1991–2000: Greatest Hits Video Collection är ett musikvideoalbum av det amerikanska rockbandet The Smashing Pumpkins, utgivet på dvd den 20 november 2001 genom Virgin Records. Videon innehåller bandets samtliga musikvideor från 1991 till 2000, samt två livelåtar och kortfilmen Try av Jonas Åkerlund. Videospåren har även kommentarer från Billy Corgan, James Iha, Jimmy Chamberlin och regissörerna.
Videon släpptes i samband med cd-albumet Rotten Apples, en greatest hits-samling som också innehåller många av titlarna på dvd:n. Både videon och albumet uppnådde amerikansk guldcertifiering på mindre än en månad efter att de hade släppts. Greg Prato på Allmusic belönade videon med betyget 4.5/5 och skrev "Få rockband har haft en lika storslagen filmisk vision med deras videor som The Pumpkins hade, och till skillnad från de flesta grupper vars tidiga videor vanligtvis är ganska pinsamma [...] var till och med de tidigaste Pumpkins-videorna exceptionella".

## Låtlista
| Nr | Titel                                                                                | Regissör                          | Inspelad                             |
| -- | ------------------------------------------------------------------------------------ | --------------------------------- | ------------------------------------ |
| 1  | "Siva"                                                                               | Angela Conway                     | Chicago, maj 1991                    |
| 2  | "Rhinoceros"                                                                         | Angela Conway                     | London, september 1991               |
| 3  | "Cherub Rock"                                                                        | Kevin Kerslake                    | San Francisco, juli 1993             |
| 4  | "Today"                                                                              | Stéphane Sednaoui                 | Los Angeles, augusti 1993            |
| 5  | "Disarm"                                                                             | Jake Scott                        | Los Angeles, december 1993           |
| 6  | "Rocket" (även med alternativ performance cut)                                       | Jonathan Dayton och Valerie Faris | Sylmar, april 1994                   |
| 7  | "Bullet with Butterfly Wings"                                                        | Samuel Bayer                      | Los Angeles, oktober 1995            |
| 8  | "1979"                                                                               | Jonathan Dayton och Valerie Faris | Santa Clarita, januari 1996          |
| 9  | "Zero"                                                                               | Yelena Yemchuk                    | Los Angeles, mars 1996               |
| 10 | "Tonight, Tonight"                                                                   | Jonathan Dayton och Valerie Faris | Los Angeles, mars 1996               |
| 11 | "Thirty-Three"                                                                       | Yelena Yemchuk och Billy Corgan   | Los Angeles & New York, oktober 1996 |
| 12 | "Ava Adore"                                                                          | Dom and Nic                       | London, maj 1998                     |
| 13 | "Perfect"                                                                            | Jonathan Dayton och Valerie Faris | Los Angeles, juli 1998               |
| 14 | "The Everlasting Gaze"                                                               | Jonas Åkerlund                    | London, januari 2000                 |
| 15 | "Stand Inside Your Love"                                                             | W.I.Z.                            | Santa Clarita, december 1999         |
| 16 | "Try, Try, Try"                                                                      | Jonas Åkerlund                    | Stockholm & London, juni 2000        |
| 17 | "Geek U.S.A." (live)                                                                 | Jonathan Dayton och Valerie Faris | Seattle, oktober 1993                |
| 18 | "Fuck You (An Ode to No One)" (live från det sista framträdandet vid Metro, Chicago) | Bart Lipton                       | Chicago, december 2000               |
| 19 | "I Am One"                                                                           | Kevin Kerslake                    | Chicago, januari 1992                |
| 20 | Try – En kortfilm                                                                    | Jonas Åkerlund                    |                                      |
| 21 | "Untitled" (Påskägg)                                                                 | Bart Lipton                       | Chicago, november 2000               |

## Medverkande
- Billy Corgan – sång, gitarr
- James Iha – gitarr
- D'arcy Wretzky – bas
- Jimmy Chamberlin – trummor
- Melissa Auf der Maur (ersatte Wretzky under 2000) – bas i "The Everlasting Gaze", "Stand Inside Your Love" och "Try, Try, Try"

## Listplaceringar
| Lista (2001) | Högsta position |
| ------------ | --------------- |
| Sverige      | 11              |